# Mary Anning
Mary Anning (Lyme Regis, Dorset, Inglaterra, 21 de mayo de 1799-9 de marzo de 1847) fue la primera paleontóloga reconocida como tal. Además de ser paleontóloga, fue una coleccionista y comerciante de fósiles inglesa, conocida en todo el mundo por sus importantes hallazgos de los lechos marinos del período Jurásico en la localidad inglesa Lyme Regis donde vivía. Su trabajo científico contribuyó a que se dieran cambios fundamentales a principios del siglo XIX en la manera de entender la vida prehistórica y la historia de la Tierra.
Sus hallazgos más destacados son el primer esqueleto de ictiosauro en ser identificado correctamente, los primeros dos esqueletos de plesiosauros en ser encontrados, el primer esqueleto de pterosaurio encontrado fuera de Alemania y algunos fósiles de peces importantes. Sus observaciones tuvieron un papel importante en el descubrimiento de que los fósiles de belemnites contienen sacos de tinta fosilizada y de que los coprolitos, conocidos como piedras bezoar en esa época, son heces fosilizadas. Cuando el geólogo Henry de la Beche pintó Duria Antiquior, la primera escena sobre el tiempo profundo que tuvo una difusión elevada, se basó en su mayoría en los fósiles que Anning había encontrado, y vendió copias en su beneficio. Su obra fue fundamental en los cambios que ocurrieron a principios del siglo XIX en las ideas científicas sobre la vida prehistórica y la historia de la Tierra.
El sexo y la clase social de Anning —sus padres eran disidentes (protestantes no anglicanos) de clase baja— fueron razones por las que se le impidió participar completamente en la comunidad científica británica de principios de siglo XIX, dominada por caballeros ricos anglicanos, y de que no fuera citada en absoluto en sus contribuciones. Aunque llegó a ser conocida en los círculos de geólogos de Gran Bretaña, Europa y América, tuvo dificultades financieras durante la mayor parte de su vida.

## Vida y carrera

### Infancia

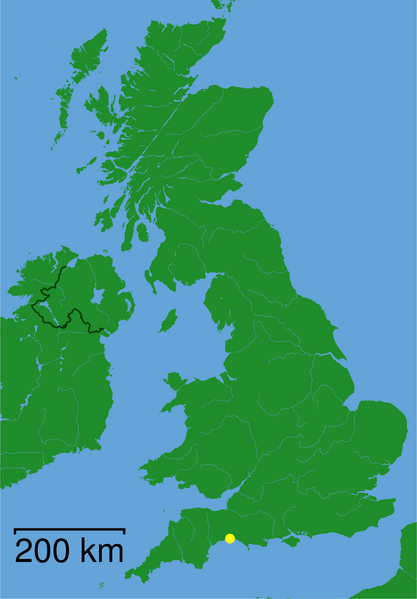
Ubicación de Lyme Regis (Dorset, Reino Unido).

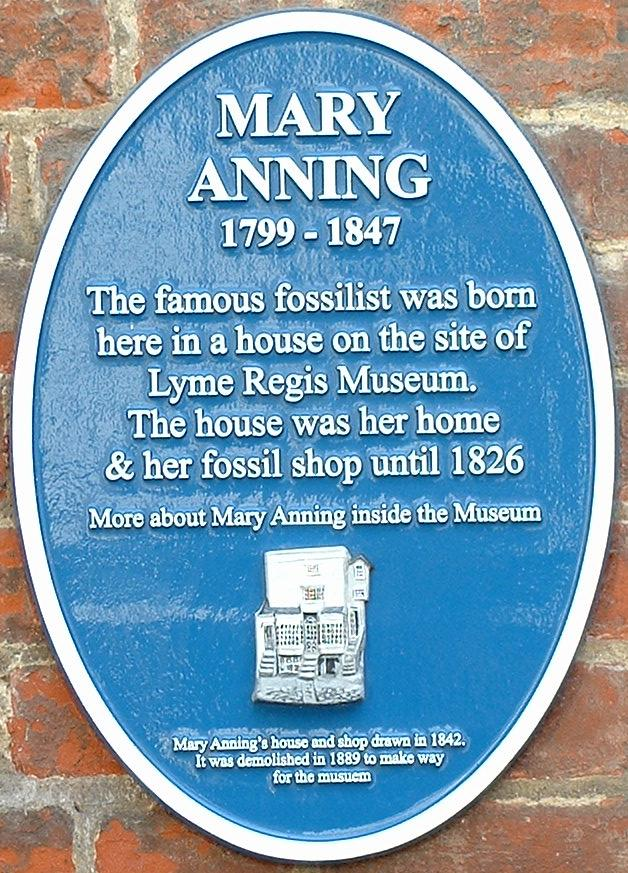
Placa azul situada en el lugar donde Mary Anning nació, que reza: «MARY ANNING. 1799-1847. La famosa paleontóloga nació aquí en una casa en este lugar, hoy Museo de Lyme Regis. La casa fue su hogar y tienda de fósiles hasta 1826».

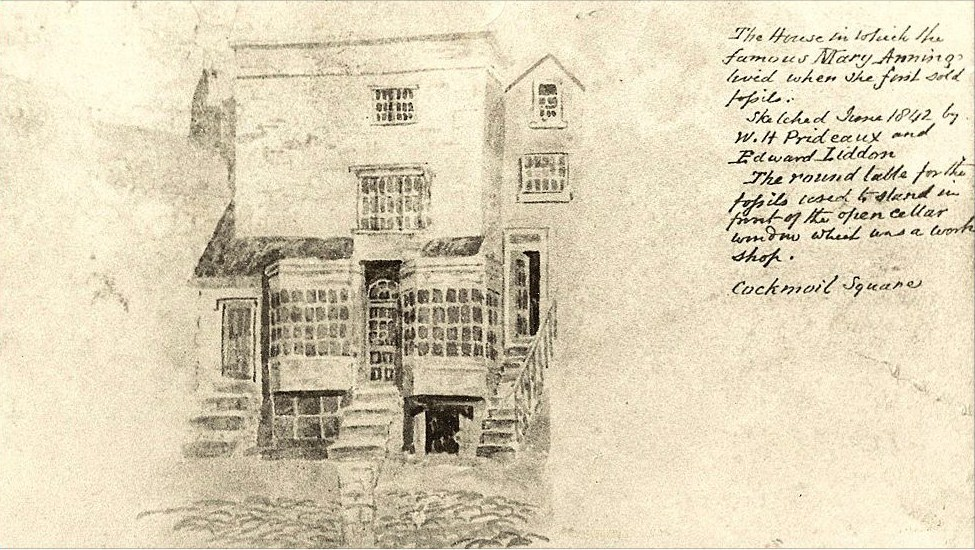
Ilustración de la casa de Mary Anning en 1842.

Nació en la ciudad inglesa de Lyme Regis situada en Dorset, Inglaterra. Su padre, Richard, era un ebanista que completaba sus ingresos mediante la búsqueda de fósiles en los yacimientos costeros cerca de Lyme Regis y la venta de sus hallazgos a los turistas. Se trasladó a Lyme desde Colyton en Devon y se casó con María Moore, conocida como Molly, el 8 de agosto de 1793 en Blandford. Tras volver a Lyme, la pareja se radicó en una casa construida en el puente de la ciudad y asistía a la Iglesia congregacional local, donde todos sus hijos fueron bautizados. Como religiosos disidentes, los Annings se enfrentaron a la discriminación legal y social. Poco después de su matrimonio nació una hija a la que llamaron Mary. Fue seguida por una segunda hija, Martha, que falleció al poco tiempo, y luego por un hijo Joseph, en 1796. En 1798 su segundo hijo, Henry, murió en la infancia y la hija mayor, Mary, accidentalmente murió quemada viva, posiblemente al tratar de alimentar el fuego con virutas de madera. Cuando otra hija nació el mes de mayo siguiente, se le dio el nombre de su hermana muerta, Mary.
En 1800, cuando tenía 15 meses de edad, se produjo un acontecimiento extraordinario. Anning se encontraba en los brazos de una vecina, Elizabeth Haskings, junto con dos amigas bajo un olmo viendo un espectáculo al aire libre, cuando un rayo cayó sobre el árbol. Las tres mujeres fallecieron en el acto, pero el resto de espectadores se dieron cuenta de que la niña estaba aún con vida y la llevaron rápidamente a casa. Un médico local consideró su supervivencia como milagrosa y durante años los miembros de su comunidad atribuirían la curiosidad, inteligencia y viva personalidad de la niña con el incidente.
El matrimonio Anning tuvo por lo menos cuatro hijos más: Henry, 1801; Percival, 1803; Elizabeth, 1804; y Richard, 1809. Todos murieron durante la infancia, sobreviviendo sólo Joseph y Mary. Cuando Richard Anning murió en 1810 a los 44 años, probablemente de tuberculosis, la familia Anning se quedó sin medio de subsistencia y tuvo que solicitar ayuda a su parroquia. Tanto Mary como su hermano Joseph acompañaban a su padre en ocasiones cuando iba en busca de fósiles en los acantilados cercanos para venderlos, y después de su muerte comenzaron a recoger fósiles a tiempo completo para ganarse la vida.

### Los fósiles como negocio familiar

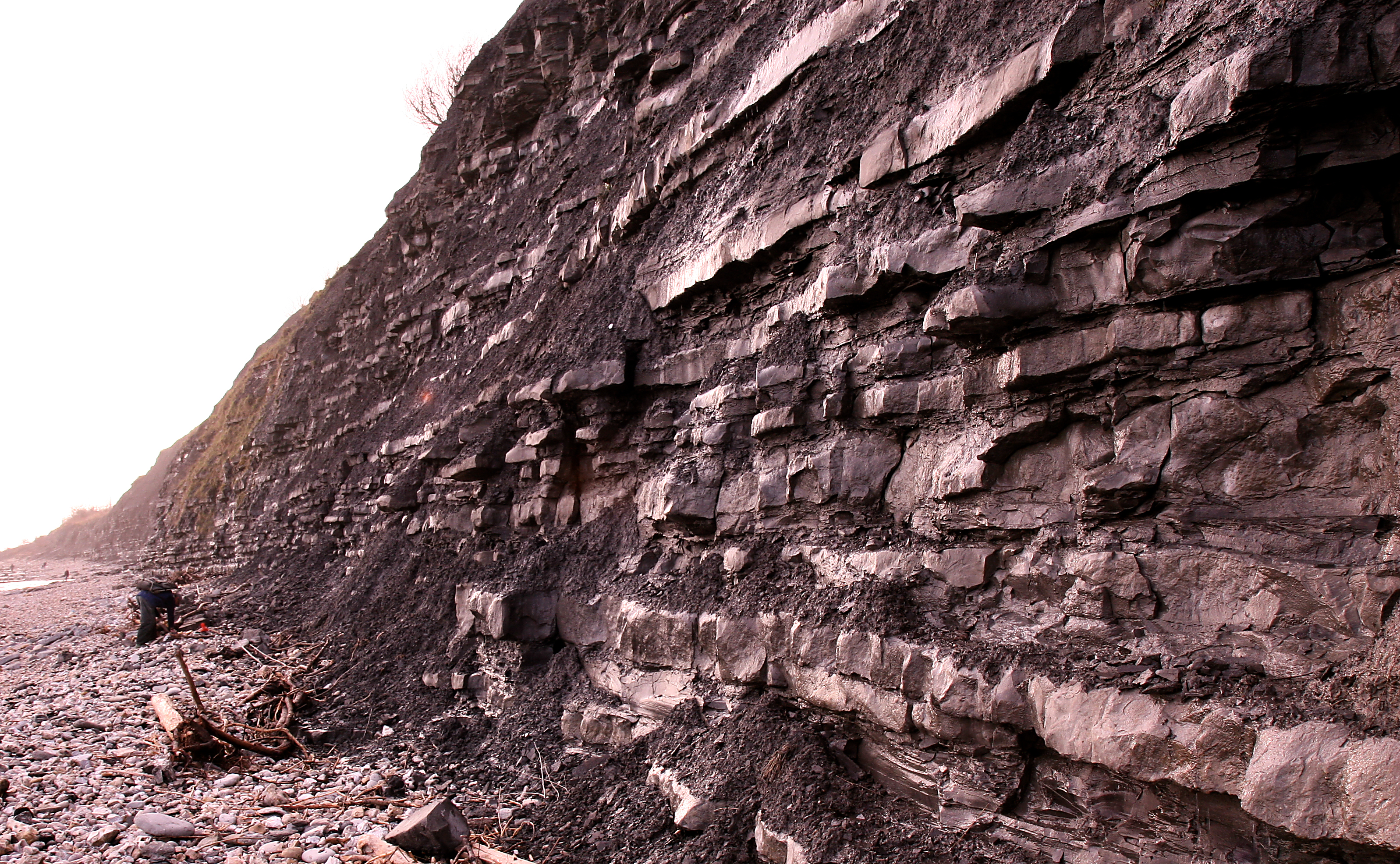
Formación geológica de Blue Lias, en Lyme Regis.

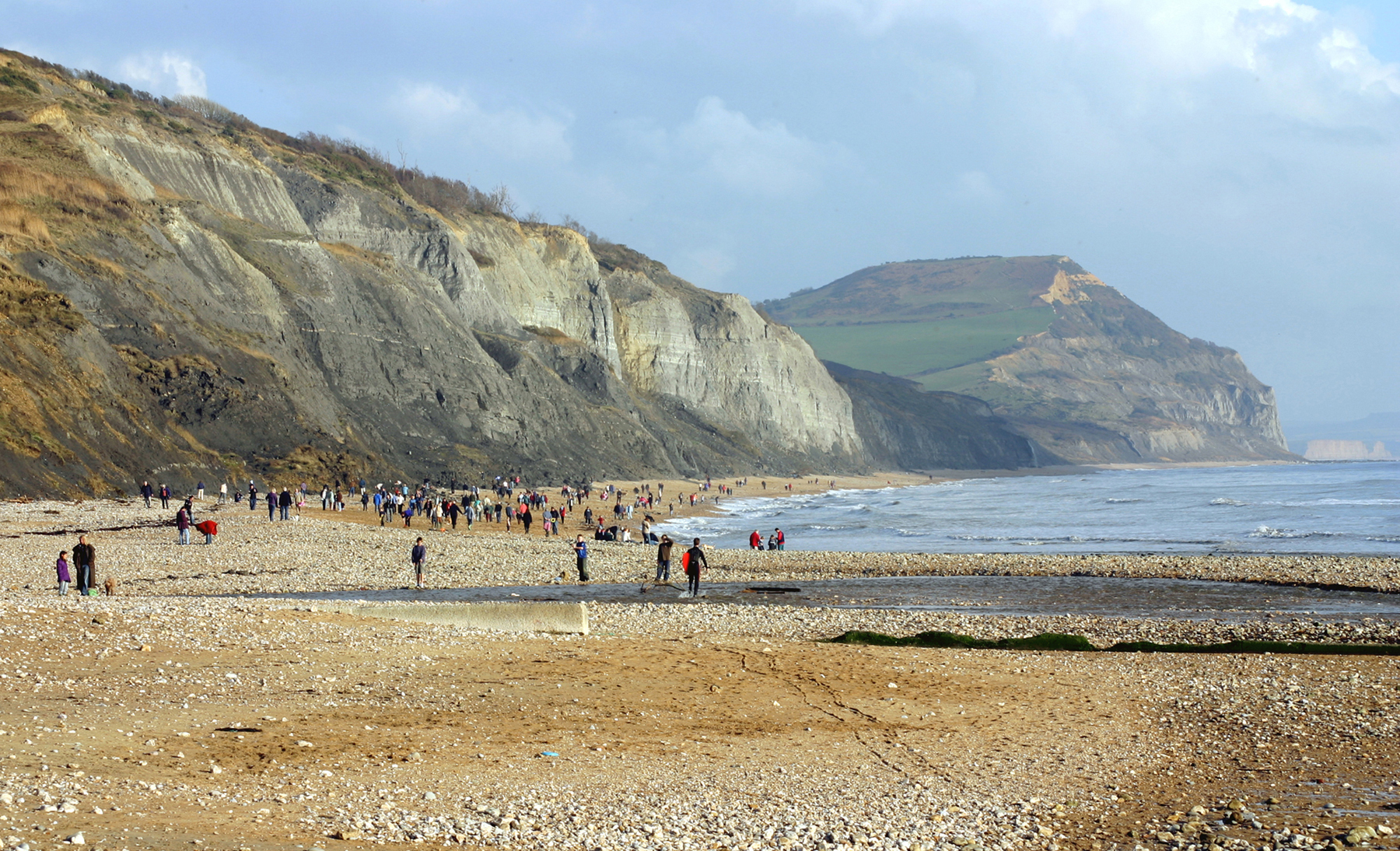
La costa jurásica en Charmouth, Dorset, donde los Anning hicieron algunos de sus descubrimientos.

El coleccionismo de fósiles se encontraba en boga a finales del siglo XVIII y principios del XIX, primero como un pasatiempo similar a la filatelia, pero gradualmente se fue transformando en una ciencia al irse comprendiendo la importancia de los fósiles para la geología y la biología. Al mismo tiempo, un número mayor de turistas de las clases altas y medias visitaban Lyme Regis, que se había convertido en un popular destino costero. Al igual que su padre, Mary y Joseph Anning montaron una mesa de curiosidades cerca de la parada de la diligencia en una posada local para vender su mercancía a los turistas. Después de que Joseph realizara un importante hallazgo de un cráneo de ictiosauro en 1810 y Mary encontrara su esqueleto al año siguiente, forjaron relaciones con la comunidad científica que cada vez se interesaba más por los fósiles, convirtiéndose en la principal fuente de ingresos de la familia.
En 1818 Anning captó la atención de Thomas Birch, un acaudalado coleccionista de fósiles, cuando le vendió otro esqueleto de ictiosaurio. Un año más tarde, preocupado por la pobreza de la familia Anning (era tal que se encontraban hasta el punto de tener que vender sus muebles para saldar sus deudas), Birch organizó una subasta pública de su propia colección de fósiles y dio lo recaudado (unas 400£) a los Anning. Además de proporcionar el tan necesitado dinero, la subasta aumentó la reputación de la familia Anning dentro de la comunidad geológica. Ahora en una situación financiera segura (aunque aún austera) por primera vez en una década, Anning siguió con el coleccionismo y venta de fósiles, aunque su hermano dedicaba cada vez más tiempo a su nueva carrera como un aprendiz tapicero, dado que prefería trabajar en su sitio cubierto y seco. Sus existencias principales a la venta eran fósiles invertebrados como conchas de ammonites y belemnites, los cuales eran comunes en la zona y se vendían por unos pocos chelines. Los fósiles vertebrados eran mucho más difíciles de encontrar y especímenes excepcionales como un esqueleto de ictiosauro casi completo podía alcanzar un precio de varias libras. La fuente de todos estos fósiles eran los acantilados costeros que rodeaban Lyme y que eran parte de la formación geológica conocida como Blue Lias. Esta formación consta de sucesivas capas alternas de caliza y pizarra, dispuestas como sedimentos en el lecho marino poco profundo a principios de lo que vendría a llamarse el período Jurásico (unos 210-195 millones de años atrás). Estos acantilados son uno de los yacimientos más ricos de fósiles de Gran Bretaña. Estos acantilados, no obstante, pueden ser peligrosamente inestables, sobre todo en invierno cuando la lluvia en ocasiones ocasiona corrimientos de tierra que dejaban a la vista nuevos fósiles, lo cual a veces atraía a nuevos coleccionistas al igual que a los Anning. En una ocasión, Anning a duras penas logró evitar morir a causa de un deslizamiento de tierras que sí mató a su perro, Tray, su compañero durante varios años mientras ella recogía los fósiles. En un artículos de 1823 del Bristol Mirror sobre la compra de un esqueleto de ictiosauro encontrado por Anning para el Bristol Institute, que pronto abriría sus puertas, incluía la siguiente reseña sobre su obra:

Esta perseverante mujer ha ido día sí día también durante años en busca de restos fósiles de importancia cada marea, durante varios kilómetros sobre los acantilados de Lyme, que arroja masas que son su objetivo inmediato, ya que sólo éstas contienen las valiosas reliquias de un mundo antiguo, que debe ser arrebatado en el momento de su caída, con el riesgo continuo de ser aplastadas por los fragmentos que caían de vez en cuando o ser destruidas por el flujo de la marea: a su esfuerzo debemos casi todos los excelentes especímenes de ictiosauro de las grandes colecciones [...]

### Tienda de fósiles y experiencia en aumento

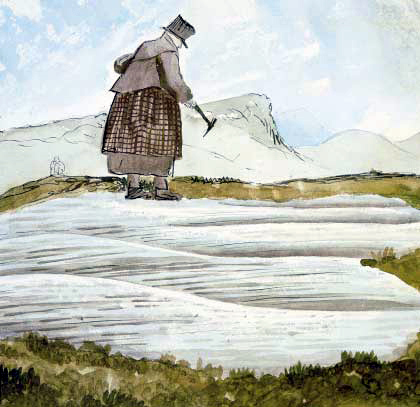
Ilustración de Mary Anning buscando fósiles, por Henry de la Beche.

Conforme Mary Anning continuaba realizando nuevos hallazgos de importancia su reputación crecía. En 1826, a los 27 años, se las arregló para ahorrar suficiente dinero con el fin de comprar una casa con un gran ventanal de cristal que daba a la calle a modo de escaparate y fundar una tienda llamada Almacén de fósiles Anning. Su anterior negocio se había vuelto suficientemente importante en los últimos años para que este traslado fuese cubierto por la prensa local, la cual citó que la tienda tenía en aquel entonces un excelente esqueleto de ictiosauro en exposición. Varios geólogos y coleccionistas de fósiles de Europa e incluso de América visitaron a Anning en Lyme para adquirir especímenes. Entre ellos cabe citar al geólogo George William Featherstonhaugh, que adquirió fósiles para el recién inaugurado Liceo de Historia Natural de Nueva York en 1827. El Rey Federico Augusto II de Sajonia visitó su tienda en 1844 y compró un esqueleto de ictiosauro para su vasta colección de historia natural. Cuando el médico y asesor del Rey, Carl Gustav Carus, le pidió a Anning que le escribiera su nombre en su cuaderno, ésta además añadió «soy famosa en toda Europa». Carus anotó la siguiente descripción de su tienda en su diario: «[...] una tienda con las más sorprendentes petrificaciones y restos fósiles: la cabeza de un ictiosauro, bellos ammonites, etc., estaban expuestos tras el cristal. Entramos y encontramos una pequeña tienda y una habitación adjunta completamente llena de los productos fósiles de la costa».
La educación de Anning era muy limitada. Aprendió a leer durante los domingos gracias a la iglesia congregacional y los textos que leyó durante su niñez eran en su mayor parte escritos religiosos de los llamados disidentes, es decir no anglicanos. Sin embargo, con el fin de aprender lo máximo posible sobre fósiles, Mary leía tanta literatura científica como era capaz de obtener. A menudo copiaba a mano laboriosamente artículos que tomaba prestado de otros. Un historiador que había examinado una copia que hizo de un artículo de 1824 de William Conybeare sobre fósiles de reptiles marinos subraya que la copia incluía varias páginas de detalladas ilustraciones técnicas que eran difíciles de diferenciar del original. También diseccionaba animales modernos como peces y sepias para entender mejor la anatomía de los fósiles con los que trabajaba. Lady Harriet Silvester visitó Lyme en 1824, y anotó lo siguiente en su diario:

[...] lo extraordinario de esta joven es que se ha familiarizado tanto con la ciencia que en el momento que encuentra algún hueso ya sabe a qué tribu pertenece. Ella fija los huesos en un marco con pegamento y luego los dibuja y encarga grabados. [...] Ciertamente es un maravilloso ejemplo de favor divino que esta pobre muchacha ignorante haya sido tan bendita, porque, mediante la lectura y la aplicación, ha llegado a ese grado de conocimiento como para llegar a ese hábito de escribir y hablar con profesores y otros hombres inteligentes sobre este tema, y todos ellos reconocen que ella entiende más de esta ciencia que nadie en el reino.

Conforme el tiempo pasaba, su confianza sobre su conocimiento crecía y en 1839 se tomó el tiempo de escribir al Magazine of Natural History para poner en duda la afirmación de que un fósil que había sido encontrado recientemente del tiburón prehistórico Hybodus representaba un nuevo género, dado que ella había descubierto muchos años antes la existencia de tiburones fósiles tanto con dientes rectos como con forma de gancho. El extracto de la carta que la revista imprimió sería el único escrito que Anning vio publicado en su vida.

### Interacciones con la comunidad científica
Además de adquirir sus especímenes, varios de los principales geólogos de la época visitaron a Anning para trabajar con ella en la recolección de fósiles y para tratar cuestiones de anatomía y clasificación. Henry de la Beche, quien se convertiría en uno de los principales geólogos británicos, recolectaba fósiles con ella (y a veces también con su hermano Joseph) cuando todavía eran adolescentes. William Buckland quien daba clases de geología en Oxford a menudo visitaba Lyme en sus vacaciones de Navidad y frecuentemente recolectaba junto con Anning. En 1839, Buckland, Conybeare y Richard Owen visitaron Lyme juntos para que Anning los llevara de excursión en busca de fósiles. También a veces ayudaba a Thomas Hawkins en sus esfuerzos por buscar fósiles de ictiosauro en Lyme en la década de 1830. Ella era consciente de la inclinación de Hawkings de «mejorar» los fósiles que recolectaba. Escribió: «[...]es tan entusiasta que hace las cosas como imagina que deberían ser y no como realmente fueron encontradas...». Unos años más tarde se produjo un escándalo público cuando se descubrió que Hawkins había insertado huesos falsos para hacer que algunos de sus esqueletos de ictiosauros parecieran más completos; los fósiles habían sido adquiridos después por una gran suma por el gobierno para el Museo Británico, sin saber los evaluadores de las adiciones. El paleontólogo suizo Louis Agassiz visitó Lyme en 1834 y trabajó con Anning para obtener y estudiar los fósiles de peces de la región. Quedó tan impresionado por el conocimiento de Anning y su amiga Elizabeth Philpot que escribió en su diario: «La señorita Philpot y Mary Anning han sido capaces de mostrarme con certeza absoluta las aletas dorsales de los tiburones ictiodorulites que corresponden a diferentes tipos». Agradeció a ambas por su ayuda en su monumental libro, Estudios sobre peces fósiles.
Otro geólogo británico importante, Roderick Murchison, hizo parte de su primer trabajo de campo en el suroeste de Inglaterra, incluyendo Lyme. A Murchison le acompañaba por su esposa Charlotte, que le ayudaba con su trabajo. Murchison escribió que decidieron que Charlotte debería quedarse en Lyme durante unas pocas semanas para «convertirse en una buena paleontóloga en la práctica, trabajando con la célebre Mary Anning de ese lugar [...]». Charlotte Murchison y Anning se convirtieron en amigas de toda la vida e intercambiaron numerosas cartas. Charlotte, que viajó mucho y conoció a muchos geólogos prominentes a través de su trabajo con su esposo, ayudó a construir a Anning una red de clientes en toda Europa, y Anning estuvo en la casa de la familia Murchison en su visita a Londres en 1829. Entre los corresponsales de Anning se incluyen Charles Lyell, quien le escribió para pedirle opinión sobre cómo el mar estaba afectando a los acantilados costeros alrededor de Lyme, y Adam Sedgwick, que enseñó geología en la Universidad de Cambridge (Charles Darwin siendo uno de sus alumnos) y que fue uno de los primeros clientes de Anning. Incluso Gideon Mantell, descubridor del dinosaurio Iguanodon, la visitó en su tienda.

#### Considerada como una intrusa
Al ser una mujer de clase trabajadora, Anning siempre sería considerada como una intrusa para la comunidad científica. En esa época a las mujeres de Gran Bretaña no se les permitía votar (ni a los hombres de clase obrera que eran demasiado pobres para cumplir con el requisito de tener propiedades), ocupar cargos públicos o asistir a la universidad, y la recientemente formada, pero cada vez más influyente Sociedad Geológica no permitía siquiera a las mujeres asistir a las reuniones en calidad de invitados, y mucho menos convertirse en miembros. También era esgrimido en su contra el origen trabajador de Anning y la situación de su familia como disidentes religiosos, que casi con toda seguridad puede afirmarse que Anning fue sujeta a discriminación en una ciudad conservadora como Lyme Regis. En la mayoría de los casos, las únicas ocupaciones que estaban abiertas a las mujeres de clase baja en ese momento eran los trabajos agrícolas, el servicio doméstico, y (cada vez más) el trabajo en las fábricas de reciente apertura. Aunque Anning sabía más sobre fósiles y geología que la mayoría de hombres paleontólogos a los que vendía, eran sólo estos señores los que publicaban la descripción científica de los especímenes que ella encontró, a menudo negándose a mencionar su nombre. Con el tiempo, esto provocaba que se sintiera cada vez más contrariada. Más tarde, una joven que a veces la acompañaba mientras ella recogía, escribió: «Mary dice que el mundo la ha utilizado hasta la saciedad... estos hombres de ciencia han chupado su cerebro, y han sacado un gran partido publicando obras, de las cuales ella elaboró los contenidos, sin recibir nada a cambio».

### Dificultades financieras, conversión religiosa

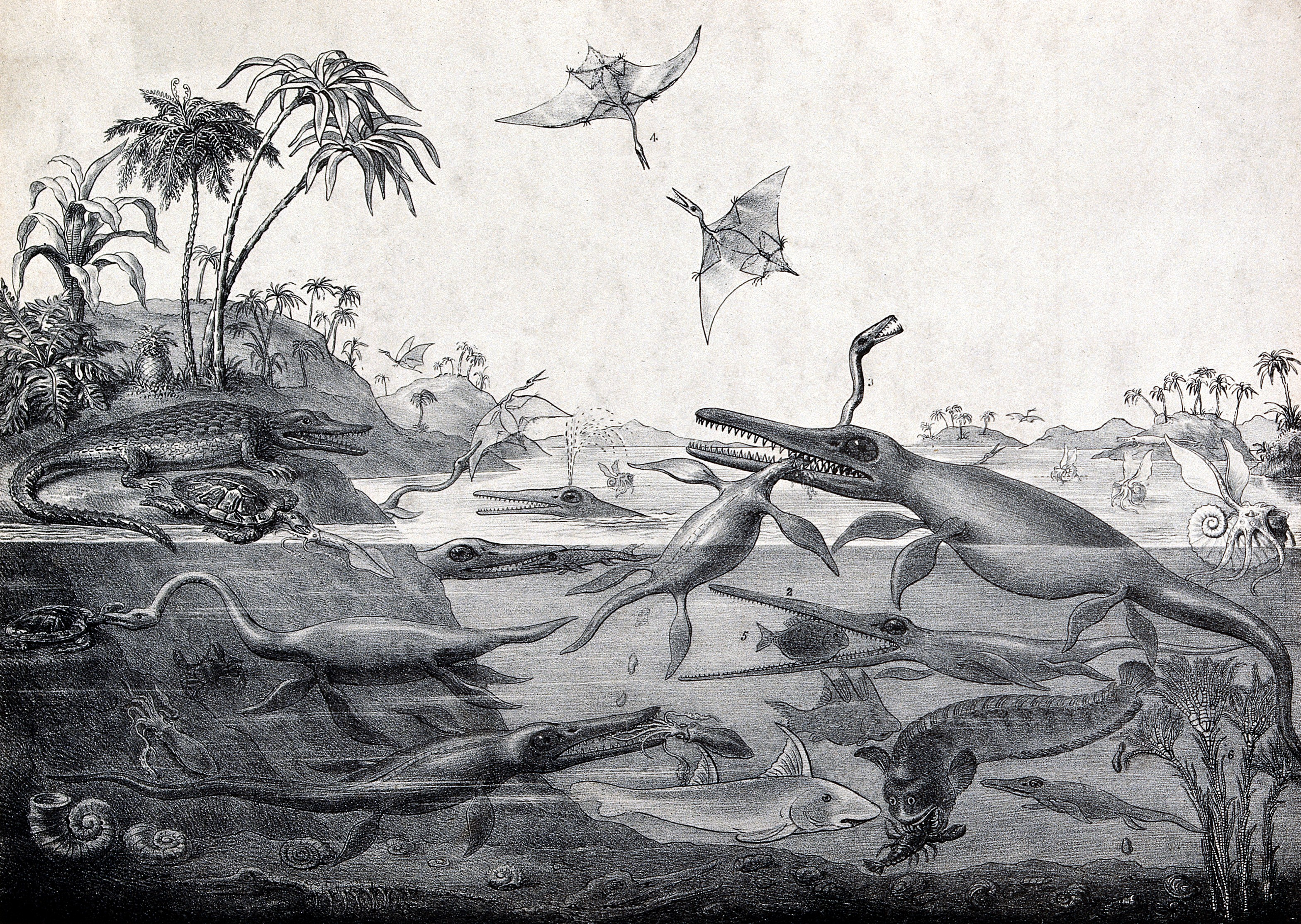
La litografía Duria Antiquior, realizada por Scharf basada en la acuarela original de De la Beche.

En 1830, debido a la crisis económica en Gran Bretaña, que redujo la demanda de fósiles, unido al largo tiempo que transcurrió entre los principales hallazgos, Anning estaba teniendo dificultades financieras de nuevo. El geólogo Henry de la Beche la ayudó realizando un encargo a Georg Scharf que consistía en hacer una impresión litográfica a partir de su pintura en acuarela Duria Antiquior, la cual retrata la vida en un Dorset prehistórico basado en gran medida en los fósiles que Anning había encontrado. De la Beche vendió copias de la litografía a colegas geólogos y otros amigos ricos y le donó a ella el dinero recaudado. Se convirtió en la primera escena del tiempo profundo en recibir una amplia difusión. En diciembre de 1830 finalmente hizo otro gran hallazgo: el esqueleto de un nuevo tipo de plesiosaurio, que se vendió por £200. También por esta época, Anning cambió su asistencia de la Iglesia congregacional local, donde había sido bautizada y en la que ella y su familia siempre habían sido miembros activos, a la iglesia anglicana. El cambio fue motivado en parte por un fuerte descenso en el número de personas que asistían a la capilla local de la Congregación, que comenzó en 1828 cuando su popular pastor, un coleccionista de fósiles compañero y amigo de Anning, se marchó a Estados Unidos para hacer campaña contra la esclavitud y fue sustituido por una persona menos agradable. La mayor respetabilidad social de la iglesia establecida, en la que muchos de los clientes de Anning, caballeros geólogos como Buckland y Conybeare fueron ordenados sacerdotes, también fue un factor en su decisión. Anning, que era muy devota, apoyó activamente a su nueva iglesia conforme envejecía.
Anning sufrió otro revés financiero grave en 1835 cuando perdió la mayor parte de sus ahorros de toda la vida, alrededor de £300, en una mala inversión. Preocupado por su situación financiera, su viejo amigo William Buckland convenció a la Asociación Británica para el Avance de la Ciencia y el gobierno británico decidió concederle una pensión anual, conocida como Lista Civil, en reconocimiento de sus muchas contribuciones a la ciencia de la geología. La pensión de £25 al año le confirió un cierto grado de seguridad financiera.

### Enfermedad y fallecimiento

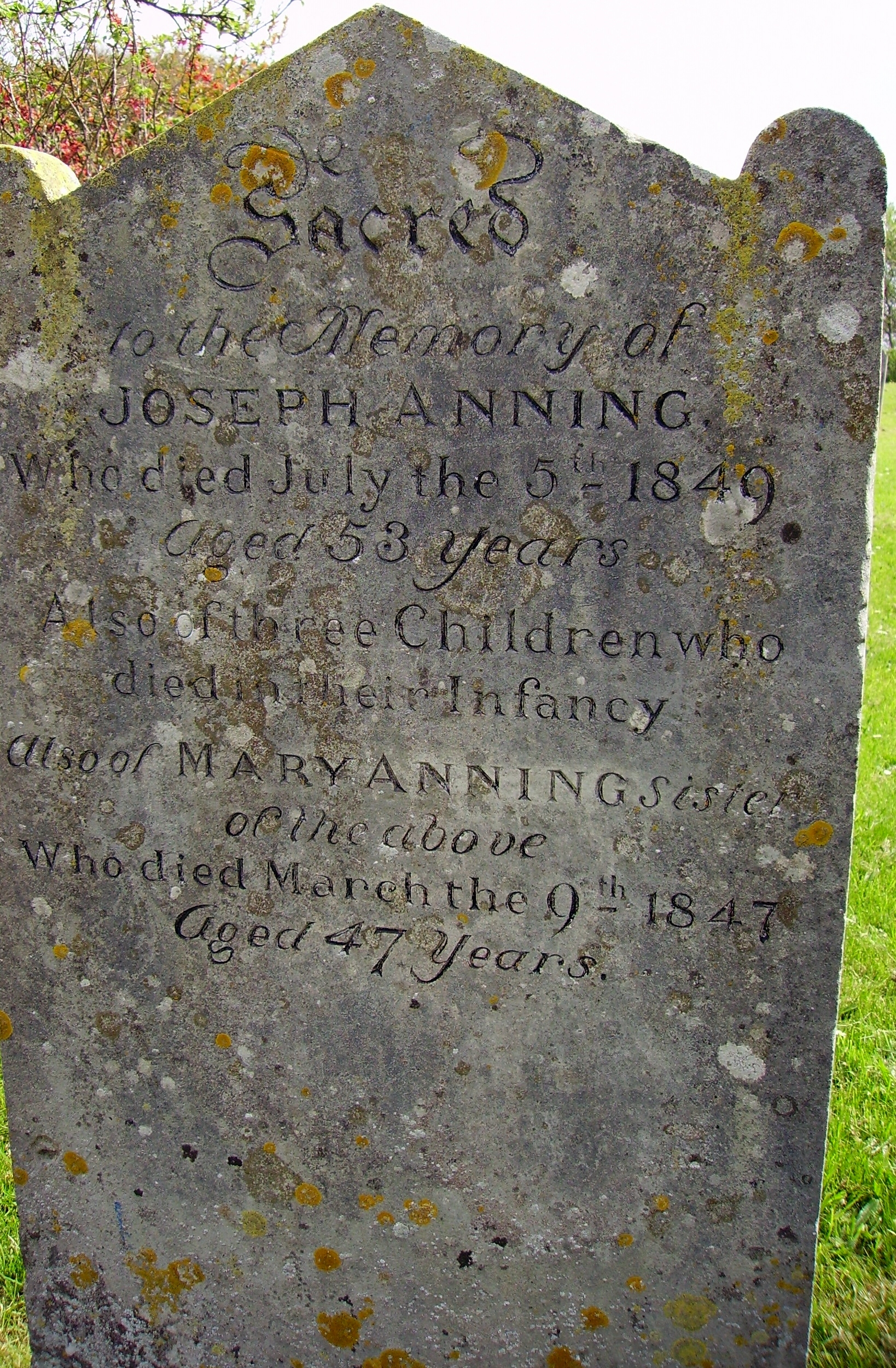
Tumba de Mary Anning y su hermano Joseph.

En marzo de 1847 Anning murió de cáncer de mama, a los 47 años de edad. Su trabajo se había reducido durante sus últimos dos años de vida a causa de la enfermedad. Como algunos vecinos malinterpretaron los efectos de las dosis crecientes de láudano que estaba tomando para el dolor, se rumoreó en Lyme que estaba bebiendo. Tras su muerte, su amigo Henry de la Beche, presidente de la Sociedad Geológica de Londres, escribió un panegírico publicado en las actas trimestrales de la Sociedad. Normalmente, tal honor solo era concedido a los miembros fallecidos y Anning fue, no solo la primera persona que los recibió sin pertenecer a la asociación, sino también la primera mujer a quien fueron dedicados. No hay que olvidar que la Sociedad Geológica de Londres, hasta 1904, no admitió entre sus miembros a ninguna persona del sexo femenino. El panegírico comenzaba así:

No puedo cerrar esta noticia sobre nuestras pérdidas por muerte sin publicitar la de alguien, que, aunque no pertenecía a las clases incluso más acomodadas de la sociedad, tenía que ganarse su pan de cada día con su trabajo,  contribuyó con su talento e incansables investigaciones en no poca medida a nuestro conocimiento de los grandes Enalio-Saurios y otras formas de vida orgánica enterradas en las cercanías de Lyme Regis [...]

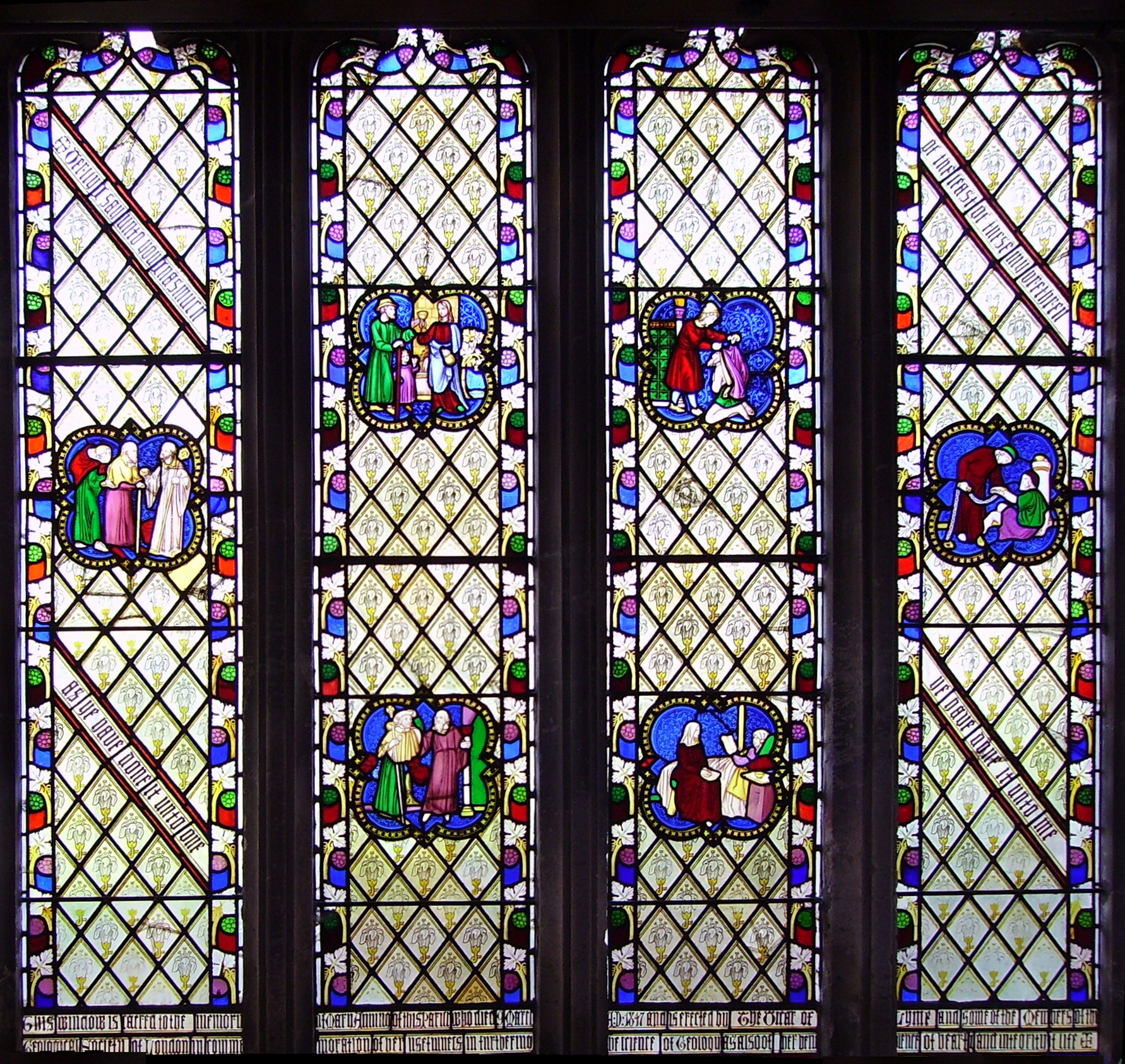
Vidriera dedicada a Mary Anning en la Iglesia de San Miguel (St Michael) en Lyme Regis.

Algunos miembros de la sociedad posteriormente contribuyeron a sufragar una vidriera en su memoria que se colocó en la iglesia parroquial de San Miguel Arcángel en Lyme Regis. La inscripción de la ventana reza: «esta ventana está consagrada a la memoria de Mary Anning, de esta parroquia, que murió el 9 de marzo de 1847, erigida por el vicario y algunos miembros de la Sociedad Geológica de Londres en conmemoración a su utilidad en el avance de la ciencia de la geología, y también a su bondad de corazón y su integridad». La vidriera representa las obras de misericordia, es decir, dar de comer al hambriento, dar de beber al sediento, vestir al que está desnudo, acoger al que no tiene casa, visitar a los prisioneros y a los enfermos. Charles Dickens escribió un artículo sobre su vida en su revista literaria All the Year Round que recalcaba las dificultades que tuvo que superar, especialmente el escepticismo de sus vecinos de Lyme. Dickens escribió: «la hija del carpintero merecía conseguir la reputación que ella misma se labró» («the carpenter's daughter has won a name for herself, and deserved to win it»).

## Hallazgos principales

### Ictiosauros

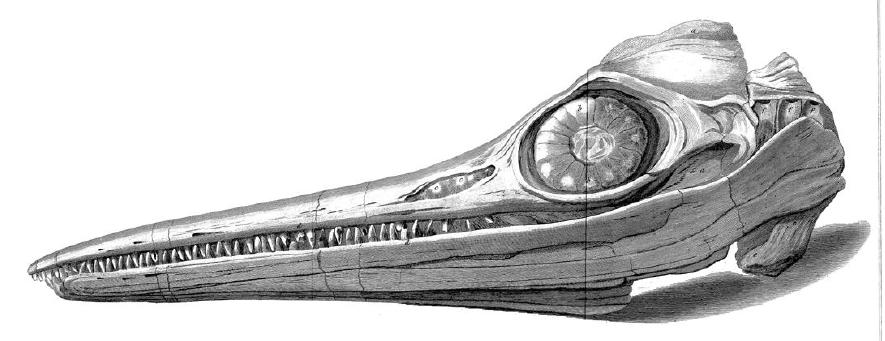
Dibujo de un artículo de 1814 de Everard Home para la Royal Society mostrando el cráneo de un ictiosauro encontrado por los Anning.

El primer descubrimiento importante de Mary Anning tuvo lugar poco después de la muerte de su padre cuando tenía sólo doce años. En 1810 (algunas fuentes citan 1811 o 1809) su hermano Joseph encontró lo que él creía como un cráneo de un cocodrilo, pero el resto del animal no se sabía donde se hallaba. Aunque Joseph cada vez disponía de menos tiempo debido a su aprendizaje como tapicero, Mary siguió buscando y un año más tarde una tormenta provocó un corrimiento de tierras en el acantilado y puso a la vista parte del resto del esqueleto. La larga criatura de 5,2 metros sólo pudo extraerse con la ayuda de los canteros locales. Otros restos de ictiosauros habían sido descubiertos en años anteriores en Lyme y otros lugares, pero el espécimen encontrado por los Anning fue el primero en llamar la atención de los círculos científicos de Londres. Fue adquirido por £27 en 1812 por el lord de una mansión local quien lo dio a William Bullock para que lo mostrara públicamente en Londres. Allí causó sensación e hizo que se preguntaran los círculos científicos e incluso religiosos acerca de lo que la nueva ciencia de la geología estaba revelando sobre la vida antigua y la historia de la tierra. Esta notoriedad aumentó cuando Everard Home escribió una serie de seis artículos, empezando en 1814, describiéndolo para la Royal Society. Home estaba fascinado por la criatura y siguió dándole vueltas acerca de su clasificación, primero pensaba que era un tipo de pez, luego creyó que tendría algún tipo de afinidad con el ornitorrinco (recientemente descubierto por la ciencia); finalmente en 1819 razonó que sería una forma intermedia entre salamandra y lagartijas, lo que le llevó proponer que se llamara Proteo-Sauro. Los artículos de Home nunca mencionaron quien descubrió el fósil y en el primero de ellos erróneamente atribuía la esmerada limpieza y preparación del fósil que Anning había llevado a cabo a la plantilla del museo Bullock. Charles Konig, en aquel entonces ayudante del curador del British Museum, ya había sugerido el nombre de ictiosauro (pez lagartija) para el espécimen y ese es el nombre que prevaleció. Konig compró el esqueleto fósil para el Museo en 1819.

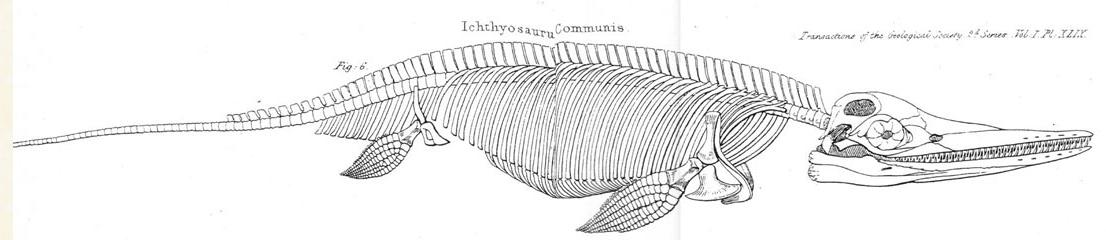
Diagrama de la anatomía del esqueleto de un ictiosauro de un artículo de 1824 de Conybeare.

Anning encontró varios ictiosauros más durante el período de 1815–1819, incluyendo esqueletos casi completos variando en tamaño desde una trucha pequeña a una ballena. En 1821 William Conybeare y el viejo amigo de Anning Henry de la Beche, ambos miembros de la Geological Society of London, colaboraron en un artículo que analizaba en detalle los especímenes encontrados por Anning y otros. Concluyeron que los ictiosauros eran un reptil marino no conocido anteriormente y basándose en las diferencias estructurales de los dientes concluyeron que habría hasta tres especies diferentes.

### Plesiosauros

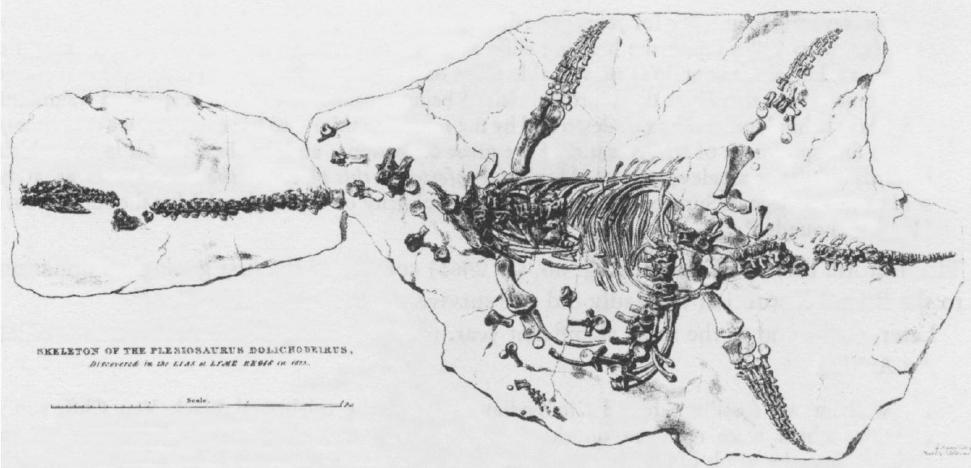
Dibujo de un plesiosauro casi completo encontrado por Anning en 1823.

Su siguiente hallazgo importante fue un esqueleto de un nuevo tipo de reptil marino en el invierno de 1820–1821, el primero de este tipo en ser encontrado. William Conybeare lo denominó Plesiosaurus (casi lagarto) porque pensó que se parecía más a los reptiles modernos que el ictiosauro y lo describió en el mismo artículo de 1821 en coautoría con Henry de la Beche sobre la anatomía del ictiosauro. El artículo agradecía al hombre que trajo el esqueleto de Anning para que Conybeare pudiera examinarlo, pero no menciona a la mujer que lo descubrió y preparó.
El fósil fue posteriormente descrito como Plesiosaurus dolichodeirus y es el espécimen tipo (holotipo) de la especie, que a su vez es la especie tipo del género. En 1823 encontró un segundo plesiosauro incluso más completo (en el primero falta el cráneo). Cuando Conybeare presentó su análisis de la anatomía del plesiosauro en un encuentro de la Geological Society en 1824, de nuevo evitó mencionar el nombre de Mary Anning, a pesar de que ella había recolectado ambos esqueletos y había realizado el esbozo del segundo esqueleto que él empleó en su presentación. Dicha presentación fue realizada en la misma reunión en la que William Buckland describió el dinosaurio Megalosaurus y la combinación causó furor en los círculos científicos.
La presentación de Conybeare causó la resolución de la controversia acerca de la originalidad de uno de los fósiles. El cuello extremadamente largo del plesiosauro con un total sin precedentes de 35 vértebras había levantado sospechas al eminente anatomista francés Georges Cuvier cuando estudió los dibujos de Anning del segundo esqueleto y escribió a Conybeare sugiriéndole la posibilidad de que el hallazgo fuera una falsificación hecha por la combinación de los huesos fósiles de diferentes tipos de animales. El fraude estaba lejos de ser desconocido entre los primeros coleccionistas de fósiles del siglo XIX, y si la controversia no se hubiera resuelto con prontitud la acusación podría haber dañado seriamente la capacidad de Anning de vender fósiles a otros geólogos. La acusación de Cuvier se había traducido en una reunión especial de la Geological Society a principios de 1824, que después de algún debate concluyó que el esqueleto era legítimo. Cuvier luego admitió que había actuado con precipitación y que estaba equivocado.
Anning descubrió otro importante y casi completo esqueleto de plesiosauro en 1830. Fue llamado Plesiosaurus macrocephalus por William Buckland y descrito en un documento de 1840 por Richard Owen. Una vez más Owen mencionó al acaudalado caballero que había comprado el fósil y lo dispuso para su examen, pero no a la mujer que lo había descubierto.

### Peces fósiles y pterosaurio
Anning encontró un espécimen incomparable de Dapedium politum, un pez de aletas radiales descrito en 1828. En diciembre de ese mismo año descubrió un fósil importante, parte del esqueleto de un pterosaurio. En 1829 William Buckland lo describió como Pterodactylus macronyx (más tarde llamado Dimorphodon macronyx por Richard Owen), y, a diferencia de muchas otras ocasiones, Buckland confirió a Anning el título del hallazgo en su artículo. Era el primer esqueleto de pterosaurio encontrado fuera de Alemania, y causó sensación cuando se mostró en el Museo Británico. En diciembre de 1829 encontró un pez fósil, llamado Squaloraja, que atrajo la atención porque tenía características intermedias entre los tiburones y las rayas.

### Invertebrados y restos fósiles
Los fósiles de vertebrados que Anning encontró marcaron un hito en la historia, pero ella siguió buscando durante el resto de su vida y realizó numerosas otras contribuciones a la paleontología temprana. En 1826 descubrió lo que parecía ser una cámara que contenía la tinta seca de un fósil de belemnites. Ella se lo mostró a su amiga Elizabeth Philpot que fue capaz de revivir la tinta y usarla para ilustrar algunos de sus ictiosauros, y otros artistas locales no tardaron en hacerlo también cuando encontraban tales compartimentos de tinta en más fósiles. Anning señaló cuán estrechamente las cámaras de tinta fosilizadas se parecían a los sacos de tinta de los calamares y sepias modernas, que había diseccionado para entender mejor la anatomía de los fósiles cefalópodos, y rápidamente esto llevó a su amigo el geólogo William Buckland a publicar la conclusión de que los belemnites del Jurásico empleaban su tinta para la defensa al igual que muchos cefalópodos modernos. También fue Anning quien se percató de que fósiles de forma extraña entonces conocido como «piedras bezoar» se encontraban a veces en la región abdominal de los esqueletos de ictiosauro. También señaló que si tales piedras se rompían, en su interior a menudo contenían huesos fosilizados de peces y escamas, y a veces huesos de pequeños ictiosauros. Anning sospechaba que esas piedras eran heces fosilizadas ya en 1824, y en 1829 William Buckland publicó tal conclusión y los nombró coprolitos. En contraste con los hallazgos de esqueletos de plesiosauro unos años antes, en los cuales no fue mencionado su nombre, cuando Buckland presentó sus conclusiones sobre los coprolitos en la Sociedad Geológica mencionó el nombre de Anning y alabó su habilidad e ingenio para ayudar a resolver el misterio.

## Impacto y legado
Considerados en conjunto, los hallazgos de Mary Anning se convirtieron en piezas clave para demostrar el fenómeno de la extinción. Georges Cuvier había tratado la realidad de la extinción a finales de la década de 1790 sobre la base de su análisis de fósiles de mamíferos como mamuts. Sin embargo, hasta principios de la década de 1820, muchos científicos creían que los animales no se extinguieron en parte porque creían que la extinción supondría que la creación de Dios habría resultado ser imperfecta, cualquier rareza encontrada era explicada como perteneciente a animales que todavía vivirían en algún lugar de una región inexplorada de la Tierra. La extraña naturaleza de los fósiles encontrados por Anning, algunos, como el plesiosauro, tan diferente a cualquier criatura viviente conocida, supuso un punto importante en contra de esta idea.

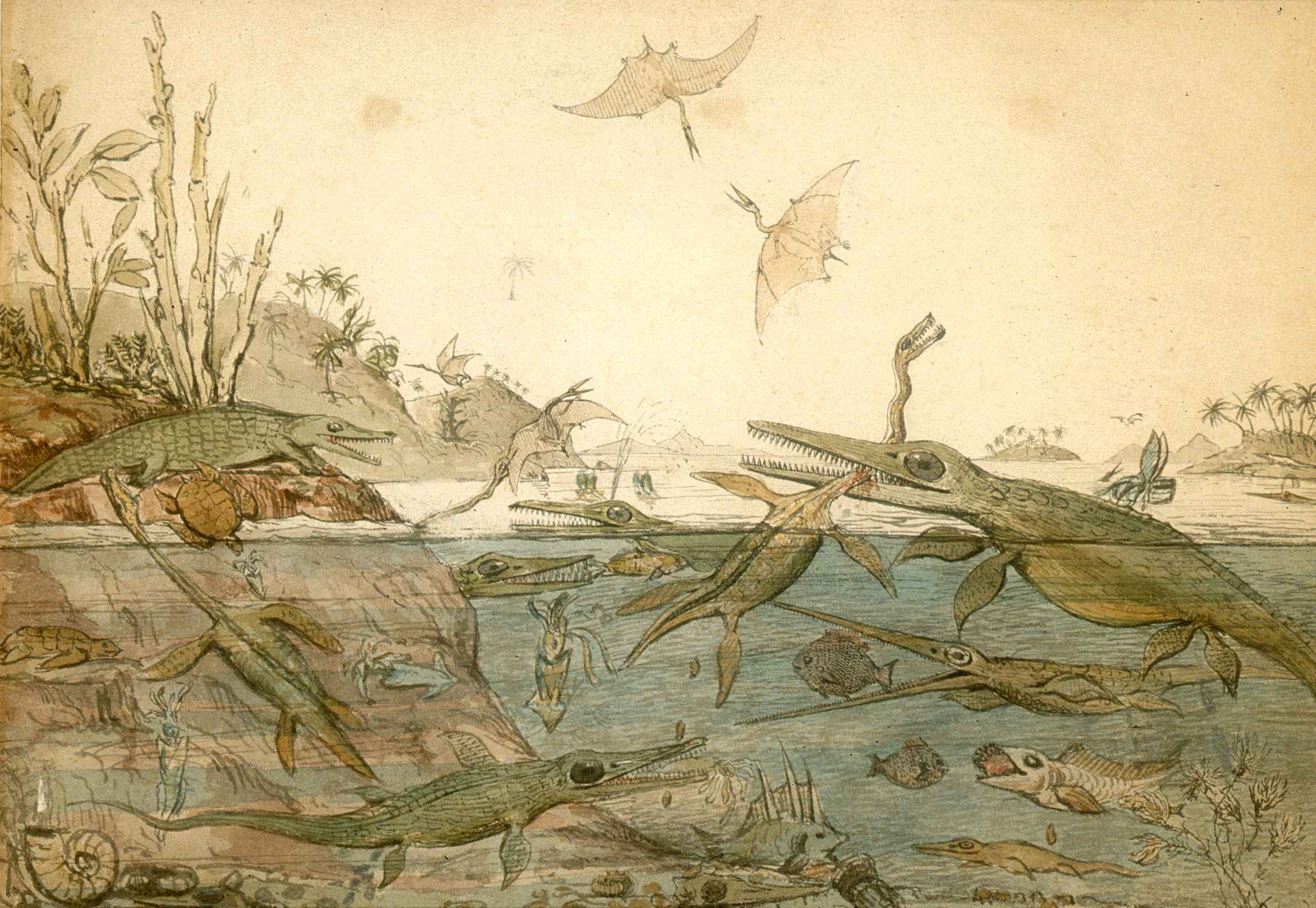
El geólogo Henry de la Beche pintó la influyente acuarela Duria Antiquior en 1830 en base principalmente a los fósiles encontrados por Anning.

Los ictiosauros, plesiosauros y pterosaurios que ella encontró, junto con los primeros fósiles de dinosaurio descubiertos por Gideon Mantell y William Buckland durante el mismo periodo, evidenciaron que en eras anteriores la Tierra estaba habitada por criaturas muy distintas a las actuales y supusieron bastante apoyo a la idea bastante controvertida de Cuvier de que había existido en el pasado una «edad de reptiles» donde fueron la forma dominante de vida animal. Estos descubrimientos también jugaron un papel clave en el desarrollo en la década de 1820 de una nueva disciplina de análisis geohistórico dentro de la geología que trataba de entender la historia de la tierra mediante el uso de las pruebas fósiles para reconstruir organismos extintos y los ambientes en los que vivieron, disciplina que finalmente llegó a ser llamada paleontología. Las ilustraciones de escenas del tiempo profundo, como la impactante acuarela de Henry de la Beche Duria Antiquior, ayudaron a convencer a la gente de que era posible reconstruir y comprender la vida en el pasado distante. De la Beche se inspiró para crear la célebre escena en la viva descripción de la cadena alimenticia del Jurásico inferior descrita por William Buckland basándose en el análisis de coprolitos. El estudio de los coprolitos, cuyos pioneros fueron Buckland y Anning, probaría ser una útil herramienta para entender los ecosistemas antiguos.
Tras su muerte, la inusual vida de Anning continuó llamando la atención. Es conocido que se asocia a Mary Anning con el antiguo trabalenguas, She sells sea shells on the sea shore (trad. literal: «Ella vende conchas en la orilla del mar»). Fue compuesto en 1908, más de medio siglo después de su muerte, por Terry Sullivan, inspirado en la historia de su vida. El texto original era:

She sells seashells on the seashore

The shells she sells are seashells, I'm sure

So if she sells seashells on the seashore

Then I'm sure she sells seashore shells.
Ella vende conchas en la costa

Las conchas que vende son conchas marinas, estoy seguro

Si vende conchas en la costa

entonces estoy seguro que vende conchas de la costa.

La vida de Anning inspiró a varios escritores a lo largo del siglo XX, comenzando por The Heroine of Lyme Regis: The Story of Mary Anning the Celebrated Geologist (1925). La mayoría de este material fue pensado como literatura infantil, y tendía a centrarse en su niñez y carrera temprana, dejando de lado sus logros posteriores. La mayoría estaba muy ficcionalizada y no siempre era históricamente correcta. Anning apareció como personaje en varias novelas históricas,de las cuales  quizás la más conocida sea La mujer del teniente francés (1969) de John Fowles, que se adaptó en una película en 1981. Fowles observó críticamente que ningún científico inglés había dado nombre a una especie en honor a Anning a lo largo de su vida. Como uno de sus biógrafos ha señalado, esto contrasta con el hecho de que algunos de los caballeros geólogos prominentes que habían utilizado sus hallazgos, como Buckland y Roderick Murchison, terminaron con múltiples especies fósiles con su nombre. Sin embargo, en la década de 1840, el experto en peces fósiles Louis Agassiz nombró dos especies de pez fósil, Acrodus anningiae y Belenostomus anningiae, en su honor, y otro en honor de su amiga Elizabeth Philpot. Agassiz estaba agradecido por la ayuda que las dos mujeres le habían brindado en el examen y la comprensión de especímenes fósiles de peces durante su visita en 1834 a Lyme Regis.

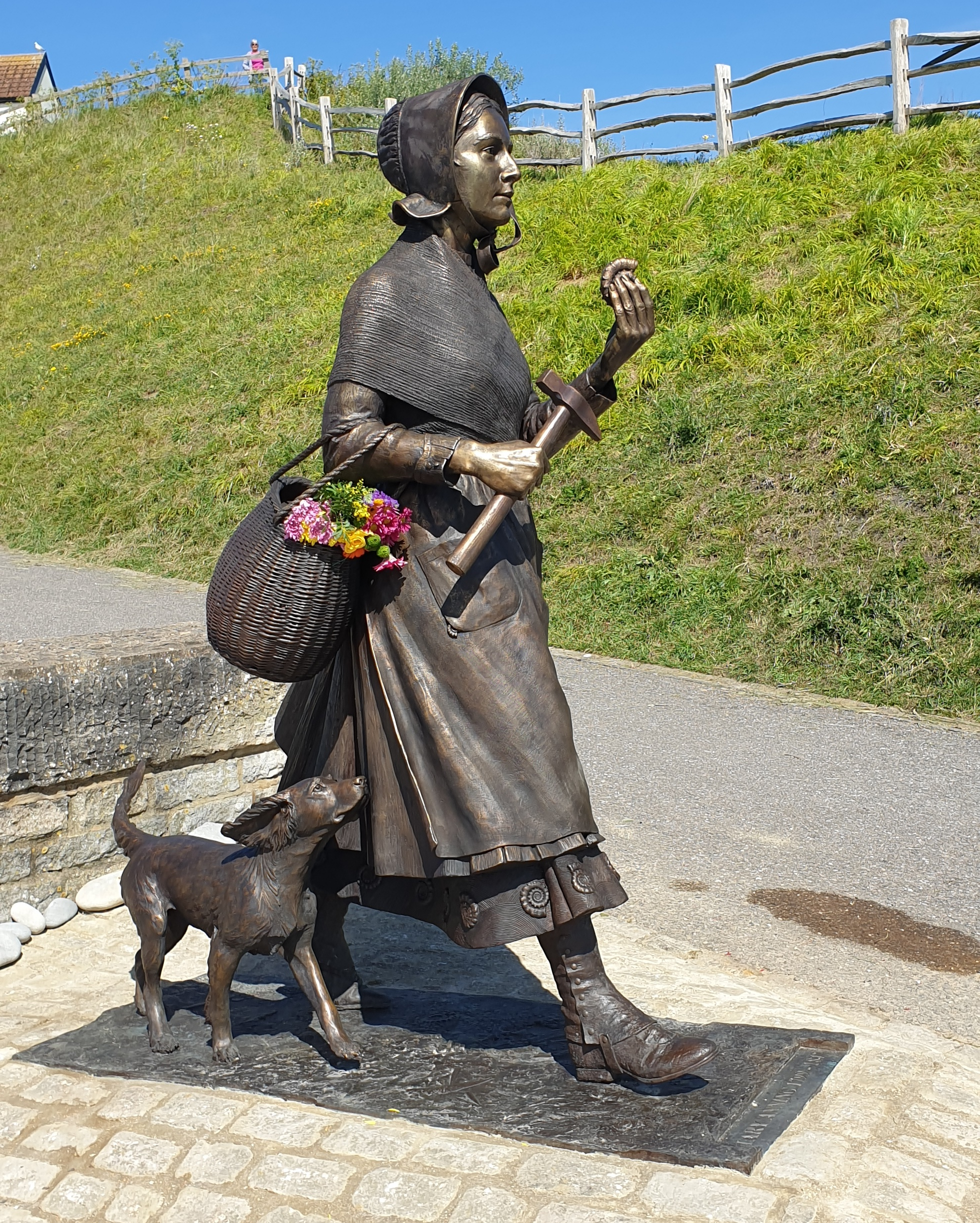
Estatua de bronce dedicada a la paleontóloga Mary Anning erigida en 2022 en la ciudad de Lyme Regis

En 1999, en el 200.º aniversario de su nacimiento, tuvo lugar en Lyme Regis un encuentro internacional de historiadores, paleontólogos, coleccionistas de fósiles e interesados en la vida de Mary Anning. En 2005, se añadió el personaje de Mary Anning en el Museo de Historia Natural de Londres a los demás de una serie de personajes notables de su galería interactiva. Se encuentra junto a otros destacados naturalistas como Carlos Linneo, Dorothea Bate y William Smith. En 2009, Tracy Chevalier escribió una novela histórica titulada Las huellas de la vida (título original en inglés Remarkable Creatures), que narra la vida de Anning y sus descubrimientos, así como los de Elizabeth Philpot.La película Ammonite, de 2020, se basa también en su vida, con Kate Winslet como Mary Anning.
El 21 de mayo de 2022, en el 223.º aniversario del nacimiento de la paleontóloga, se inauguró una estatua en su honor en su localidad natal de Lyme Regis. A la ceremonia de inauguración asistieron cientos de simpatizantes, autoridades y personalidades, entre ellos Tracy Chevalier, Hugh Torrens, Anjana Khatwa, Dean Lomax y Tori Herridge.